# Кохання, що втекло
Кохання, що втекло (фр. L'amour en fuite) — французька комедія-драма 1979 року, поставлена режисером Франсуа Трюффо.

## Сюжет
Антуан Дуанел (Жан-П'єр Лео) працює коректором у видавництві і пише прозу. Його дружина Крістін (Клод Жад) дає уроки скрипки в консерваторії. І вона разом зі своєю подругою Ліліан ілюструє дитячі книги. Але тоді Антуан заводить роман з Ліліан. Вони розлучаються. Зараз у Антуана є нова дівчина, продавчиня музичних пластинок Сабін. Має попутно розлучається з дружиною Крістін, причому їх розлучення виявляється першим у Франції, оформленим з обопільної згоди.
Вони розлучаються. Зараз у Антуана є нова дівчина, продавчиню музичних пластинок Сабін. На залізничному вокзалі він бачить свою давню подругу дитинства Колетт (Марі-Франс Пізьє). Він сідає в поїзд, і вони розмовляють про роман Антуана. Антуан забув порвану фотографію Сабін в поїзді. І ось Крістін і Колетт незабаром зустрічаються і говорять про Антуана …

## Ролі виконують
- Жан-П'єр Лео — Антуан Дуанель
- Клод Жад — Крістін Дуанель
- Марі-Франс Пізьє — Колета
- Дороте — Сабін Барнеріас